# Перекид через голову
«Перекид через голову» (рос. «Кувырок через голову») — радянський комедійний художній фільм режисера  Едуарда Гаврилова за мотивами повісті Зої Журавльової.

## Сюжет
Ася живе у великій родині, де завжди весело. У будинку багато тварин: собака, пацюк, кішка, папуга, змія. Батьки Асі і вона сама приносять в будинок нових мешканців і разом з ними потрапляють в різні кумедні ситуації. Однак Асі доводиться пережити не дуже приємний момент — кішка Марія-Антуанетта з'їла папугу і зникла.

## У ролях
- Анна Мігдал —  Ася Жукова
- Анастасія Вознесенська —  Тетяна Федорівна Жукова, мама Асі
- Андрій М'ягков —  Юрій Георгійович Жуков, тато Асі
- Василь Бургман —  Вадим Богданов
- Олена Санаєва —  Ліна, мама Богданова
- Катерина Васильєва —  Неля Чукреєва, мама Даші, акторка театру
- Олена Шляхова —  Даша Чукреєва, однокласниця Асі
- Юрій Богатирьов —  Олексій Стуріс, актор театру, господар папуги
- Зиновій Гердт —  господар щура
- Людмила Арініна —  тітка Віра, сестра Юрія Жукова, ветеринарна лікарка
- Георгій Бурков —  Микола Митрофанович, покупець на собачому ринку
- Марина Дюжева —  Анна Іванівна, завуч школи
- Марина Левтова —  Ніна Максимівна, Асіна вчителька
- Марія Виноградова —  Ніна Степанівна, продавчиня
- Володимир Грамматиков —  Федір Пронін
- Валентин Смирнитський —  господар кішки Пенелопи
- Ніна Тер-Осіпян —  господиня кокер-спанієля
- Олександр Сажин —  господар півня
- Майя Полонська —  подруга дитинства господині кокер-спанієля
- Юрій Сорокін —  режисер театру
- Світлана Харлап —  Ліля, перше кохання Юрія
- Лідія Корольова —  тітка з гусаком
- Сергій Рошинець —  господар кота
- Зоя Толбузіна —  перехожа
- Ольга Голованова —  продавчиня
- Володимир Басов —  продавець ердельтер'єра Емми

## Знімальна група
- Автор сценарію: Олександр Хмелик
- Режисер:  Едуард Гаврилов
- Операторка:  Інна Зараф'ян
- Композитор: Володимир Львовський
- Художник: Євген Штапенко